# The Sea Urchin
Pour plus de détails, voir Fiche technique et Distribution.
The Sea Urchin est un film muet américain réalisé par Edwin August et sorti en 1913.

## Fiche technique
- Réalisation : Edwin August
- Scénario : Jeanie Macpherson
- Production : Pat Powers
- Durée : 15 minutes
- Date de sortie :  États-Unis : 22 août 1913

## Distribution
- Jeanie Macpherson : la fille
- Lon Chaney : Barnacle Bill
- Robert Z. Leonard : l'étranger
- Lawrence Peyton
- Gertrude Short